# Политбюро ЦК КПК 16-го созыва
Политбюро ЦК КПК, избранное в ноябре 2002 года на первом пленуме ЦК КПК 16-го созыва, избранного XVI съездом КПК, полномочное до следующего XVII съезда КПК, прошедшего в октябре 2007 года.
Члены Политбюро 16-го созыва в порядке возрастания количества черт в иероглифе фамилии, жирным шрифтом выделены избранные в состав следующего 17-го созыва, подчёркнуты члены (с курсивом — кандидаты в члены) предыдущего 15-го созыва:
(Годы жизни, партийные и прочие основные должности указаны на время полномочий данного созыва Политбюро.)
- Ван Лэцюань (1944 г. р.), глава парткома Синьцзян-Уйгурского АР (1994—2010), член ЦК 15 созыва (кандидат 14 созыва)
- ВСНП Ван Чжаого (1941 г. р.), председатель ВФП (с декабря 2002) и 1-й зампред ПК ВСНП (2003—2013), член ЦК с 12 созыва
- Хуэй Лянъюй (нац. хуэец, 1944 г. р.), вице-премьер Госсовета КНР (2003—2013, до 2008 года четвёртый по рангу), член ЦК 15 созыва (кандидат 14 созыва)
- Лю Ци (1942 г. р.), глава Пекинского горкома КПК (2002—2012), член ЦК 15 созыва (кандидат 14 созыва)
- Лю Юньшань (1947 г. р.), 2-й секретарь ЦК, заведующий Отделом пропаганды ЦК (2002—2012), член ЦК 15 созыва (кандидат 12 и 14 созывов)
- Ли Чанчунь (1944 г. р.), председатель Центральной комиссии КПК по руководству деятельностью в области укрепления духовной культуры (2002—2013), член Политбюро 15 созыва, член ЦК с 13 созыва (кандидат 12 созыва)
- У И (жен., 1938 г. р.), вице-премьер Госсовета КНР (2003—2008, второй по рангусо смертью Хуан Цзюя в 2007 году — и. о. 1-го) и одновременно министр здравоохранения КНР (2003—2005), кандидат в члены Политбюро 15 созыва, член ЦК 14 созыва (кандидат 13 созыва)
- ВСНП У Банго (1941 г. р.), председатель ПК ВСНП (2003—2013), член Политбюро 14-15 созывов, секретарь ЦК 14 созываИзбран на 4-м пленуме ЦК, кандидат в члены ЦК 12-13 созывов
- У Гуаньчжэн (1938 г. р.), секретарь Центральной комиссии КПК по проверке дисциплины (2002—2007), член Политбюро 15 созыва, член ЦК с 13 созыва (кандидат 12 созыва)
- Чжан Личан (1939 г. р.), глава Тяньцзиньского горкома КПК (1997—2008), член ЦК с 14 созыва (кандидат с 12 созыва)
- Чжан Дэцзян (1946 г. р.), глава парткома пров. Гуандун (2002—2007), член ЦК с 15 созыва (кандидат 14 созыва)
- Чэнь Лянъюй (1946 г. р.), глава Шанхайского горкома КПК (2002—2006), кандидат в члены ЦК 15 созыва (исключён в 2006 году)
- Ло Гань (1935 г. р.), секретарь Политико-юридической комиссии ЦК КПК (1998—2007), член ЦК с 13 созыва (кандидат 12 созыва)
- Чжоу Юнкан (1942 г. р.), секретарь ЦК, министр общественной безопасности КНР (2002—2007), член Госсовета КНР (2003—2008), член ЦК 15 созыва (кандидат 14 созыва)
- Ху Цзиньтао (1942 г. р.), генеральный секретарь ЦК КПК (2002—2012) и председатель КНР (2003—2013), председатель ЦВС (2004/5-2012/13, 1-й зампред с 2002/3), член Посткома Политбюро с 14 созыва, 1-й секретарь ЦК 14-15 созывов, член ЦК с 12 созыва (первоначально кандидат)
- Юй Чжэншэн (1945 г. р.), глава парткома пров. Хубэй (2001—2007), член ЦК 15 созыва (кандидат 14 созыва)
- Хэ Гоцян (1943 г. р.), секретарь ЦК, заведующий Организационным отделом ЦК (2002—2007), член ЦК 15 созыва (кандидат с 12 созыва)
- Цзя Цинлинь (1940 г. р.), председатель ВК НПКСК (2003—2013), член Политбюро 15 созыва, член ЦК 14 созыва
- Го Босюн (1942 г. р.), зампред ЦВС (2002/3-2012/13), член ЦК 15 созыва
- Хуан Цзюй (1938-2007), 1-й вице-премьер Госсовета КНР (2003—2007), член Политбюро с 14 созываIV пленум, член ЦК 14 созыва (кандидат 13 созыва)
- Цао Ганчуань (1935 г. р.), зампред ЦВС (2002/3—2007/8), министр обороны КНР (2003—2008), член ЦК 15 созыва
- Цзэн Цинхун (1939 г. р.), секретарь ЦК 15-16 созывов (в 16 созыве — 1-й по перечислению), заместитель председателя КНР (2003—2008), кандидат в члены Политбюро 15 созыва
- Цзэн Пэйянь (1938 г. р.), 3-й по рангу вице-премьер Госсовета (2003—2008), член ЦК 15 созыва (кандидат с 14 созыва)
- Вэнь Цзябао (1942 г. р.), Премьер Госсовета КНР (2003—2013), член Политбюро 15 созыва (кандидат в члены 14 созыва), член ЦК 13 созыва
- Кандидат в члены Политбюро:  Ван Ган (1942 г. р.), секретарь ЦК, начальник Канцелярии ЦК КПК (1999—2007), кандидат в члены ЦК 15 созыва

Из 24 членов и одного кандидата в члены:
- Десятеро входили в состав предыдущего 15-го созыва Политбюро (двое из них — кандидатами в члены).
- 16 будут переизбраны в состав следующего 17-го созыва (в их числе один — из кандидатов в члены), что для пятерых из них станет более чем вторым сроком: третьим — для Ли Чанчуня, У Банго, Цзя Цинлиня, третьим членства и четвёртым в составе (кандидат в члены Политбюро 14 созыва) — для Вэнь Цзябао, и для Ху Цзиньтао — четвёртым подряд в Посткоме Политбюро.
- Для четверых новоизбранных членов 16 созыва пребывание в Политбюро ограничилось одним сроком (Чжан Личан, Чэнь Лянъюй, Цао Ганчуань, Цзэн Пэйянь), при этом за исключением Чэнь Лянъюя остальные трое заведомо не могли претендовать на переизбрание по причине возрастных ограничений.
- Всего по причине возрастных ограничений на переизбрание в дальнейшем из членов Политбюро 16 созыва не могли претендовать восьмеро. Таким образом из состава 16-го созыва все, кому возраст позволял быть переизбранными в следующий созыв — за исключением исключённого Чэнь Лянъюя — были переизбраны, в том числе Ван Ган из кандидатов — в члены.
- Один из членов — Чэнь Лянъюй в 2006 году — был исключён, один — Хуан Цзюй в 2007 году — умер в должности.
- Единственная женщина — У И (член), единственный представитель этнического меньшинства (не хань) — хуэец Хуэй Лянъюй (член).

В состав Посткома Политбюро 16-го созыва вошли избранный затем же генсеком ЦК КПК и в 2003 году председателем КНР Ху Цзиньтао (также утверждённый 1-м зампредом в Военсовете КПК и в 2003 году — в ЦВС КНР), избранные в 2003 году председателем ПК ВСНП — У Банго, премьер-министром — Вэнь Цзябао, председателем НПКСК — Цзя Цинлинь, зампредом КНР — Цзэн Цинхун, первым вице-премьером — Хуан Цзюй.
Остальными тремя членами Посткома явились секретарь Центральной комиссии КПК по проверке дисциплины У Гуаньчжэн, председатель Центральной комиссию КПК по руководству деятельностью в области укрепления духовной культуры Ли Чанчунь, секретарь Политико-юридической комиссии ЦК Ло Гань.
Из семи секретарей ЦК 16 созыва четверо явились членами Политбюро (из них один членом его Посткома) и один — кандидатом в члены: член Посткома Политбюро Цзэн Цинхун, заведующий Отделом пропаганды ЦК Лю Юньшань, назначенный позже также министром общественной безопасности Чжоу Юнкан, заворготделом ЦК Хэ Гоцян и кандидат в члены Политбюро — начальник Канцелярии ЦК Ван Ган.
Региональные партийные комитеты в Политбюро представили партийные лидеры: Синьцзян-Уйгурского автономного района (Ван Лэцюань), провинций Гуандун (Чжан Дэцзян) и Хубэй (Юй Чжэншэн), горкомов Пекина (Лю Ци), Тяньцзиня (Чжан Личан), Шанхая (Чэнь Лянъюй).
Госсовет в Политбюро представили назначенные в 2003 году премьер-министр и все четыре его заместителя, один из которых (У И) также была назначена одновременно министром здравоохранения, (при этом — как уже отмечено выше — премьер-министр и его первый заместитель избрались членами Посткома Политбюро), в Политбюро также вошли назначенные в 2003 году министром общественной безопасности Чжоу Юнкан и министром обороны Цао Ганчуань.
НОАК в Политбюро представили утверждённые оставшимися двумя зампредами Военсовета КПК (и в 2003 году — ЦВС КНР) генерал-полковники Го Босюн и Цао Ганчуань — последний, как уже упомянуто выше, назначенный в 2003 году министром обороны.
Избранный членом Политбюро Ван Чжаого станет председателем ВФП и в 2003 году также 1-м по перечислению зампредом ПК ВСНП.
С данного созыва начали избираться членами Политбюро занимающие должности глав парткома Синьцзян-Уйгурского АР и Тяньцзиньского горкома КПК (кратковременно находился в Политбюро ЦК КПК 14-го созыва). Не являлся ранее и позже этого созыва членом Политбюро глава парткома пров. Хубэй. Не попадали начиная с этого созыва в Политбюро главы парткома пров. Шаньдун.
Старейшими по возрасту региональными партийными лидерами к 16 съезду являлись Хуан Цзюй (Шанхай) и У Гуаньчжэн (пров. Шаньдун), которым исполнилось по 64 года, оба они оказались избранными в Постком Политбюро.
Никто из Политбюро 16-го созыва не входил в состав ЦК КПК ранее 12 созыва. Девятеро входили в состав ЦК 12 созыва: члены Ван Чжаого и Ху Цзиньтао (первоначально кандидат), кандидаты в члены Лю Юньшань, Ли Чанчунь, У Банго, У Гуаньчжэн, Чжан Личан, Ло Гань, Хэ Гоцян. 